# Corpo d'armata speciale
Le Corpo d'armata speciale (CAS ou corps d'armée spécial) était une grande unité de l'armée royale italienne (Regio Esercito), formée par le général Antonino Di Giorgio à la fin du mois d'octobre 1917, dans les terribles jours qui ont suivi la bataille de Caporetto.

## Première guerre mondiale
Le général Di Giorgio a choisi un certain nombre d'hommes parmi les officiers, les gradés et les soldats, parmi les traînards qui ont été interceptés par des postes de contrôle spéciaux pendant la déroute de Caporetto. Le CAS avait la tâche, pendant la retraite, de sauvegarder les cinq ponts sur le fleuve Tagliamento au nord de Codroipo (Dignano, Pinzano, Pontaiba, Cornino et Trasaghis), avec l'ordre de protéger par "une défense jusqu'au bout, jusqu'au dernier homme et à la dernière cartouche, le passage sur la droite du Tagliamento de tous les éléments en retraite". Le CAS était composé de deux divisions, la 20e division sous les ordres du général de division (generale di divisione) Lorenzo Barco et la 33e division sous les ordres du général Carlo Sanna, mais elles ne l'étaient que sur le papier. La 20e division était composée de la brigade Lombardie (73e et 74e régiment d'infanterie) sous les ordres du colonel (colonnello) Vito Puglioli et du 234e régiment d'infanterie du colonel Nino Palumbo de la brigade Lario. La 33e division était composée de la brigade Bologne (39e et 40e régiment) et de quatre bataillons de la brigade Barletta, avec cinq compagnies de mitrailleuses, sous le commandement du colonel Carlo Rocca.
Les deux divisions se videront de leur sang dans l'accomplissement de la tâche qui leur a été assignée, dans les combats autour de Ragogna et San Pietro. En particulier, la Bologna et les restes de la Barletta ont tenu la position de combat jusqu'à la démolition du seul pont qui aurait pu garantir le salut des derniers combattants, qui ne se sont rendus que le soir du 31 octobre. Avec le colonel Rocca, 3 000 soldats et 50 officiers se rendent. Les Austro-Allemands leur rendent l'honneur des armes, mais leur comportement n'est jamais mentionné ni loué dans les bulletins italiens.

## Seconde Guerre mondiale
Le corps d'armée spécial a été reconstitué après l'entrée de l'Italie dans la Seconde Guerre mondiale à Padoue le 23 novembre et envoyé en Albanie, où il est arrivé le 21 décembre 1940. Le commandement du Corps d'Armée Spécial a été confié au général Giovanni Messe. Le commandant de l'artillerie était le colonel (à partir du 1er janvier 1941, général de brigade) Benedetto Pasqua di Bisceglie.
Le Corps spécial de l'armée était constitué comme suit:
- 6e division d'Infanterie "Cuneo"
- 33e division d'infanterie "Acqui"
- division alpine spéciale

La division alpine spéciale a été constituée sur le commandement de la division "Trieste" et du 21e Régiment d'Artillerie "Trieste" tandis que le reste de la division est resté en Italie pour être envoyé en Afrique du Nord italienne (Africa Settentrionale Italiana ou ASI) où elle aurait pris part à la campagne d'Afrique du Nord. Les unités de la division "Trieste" présentes en Albanie ont reçu des unités supplémentaires de renfort et le nom a changé en division alpine spéciale encadrée dans le corps d'armée spécial sous les ordres du Général Giovanni Messe. À la fin du mois de mars 1941, le quartier général de la division retourne en Italie, où entre-temps le 21e régiment d'artillerie a été reconstitué avec un nouveau personnel et de nouvelles pièces et a repris ses fonctions initiales.
Le 30 juin 1941, le commandement du corps d'armée spécial est rapatrié, tandis que les divisions "Cuneo" et "Acqui", à la fin de la campagne de Grèce, restent pour tenir garnison respectivement dans les îles de la mer Égée et de la mer Ionienne jusqu'à l'armistice du 8 septembre 1943.
Le 15 novembre, le commandement du corps d'armée celere (Corpo d'armata celere) est transformé en commandement du corps d'armée spécial opérant sur le front gréco-albanais et, le lendemain, il est reconstitué avec d'autres effectifs.
En 1942, la grande unité reste stationnée près de Padoue et le 10 mai, elle est dissoute et transformée en XXIIe corps d'armée (XXII Corpo d'armata).